# 존 스텀프
존 제라드 스텀프(영어: John Gerard Stumpf, 1953년 9월 15일 ~ )는 미국의 기업인, 은행가로, 현 웰스 파고의 CEO이다.